# های ویکام
longitudeهای ویکامlatitudeهای ویکام
های ویکام (به انگلیسی: High Wycombe؛ ‎/ˌhaɪ ˈwɪkəm/‎),) یک شهرک در بریتانیا است که در انگلستان واقع شده‌است.

## خصوصیات
های ویکام ۱۲۰٬۲۵۶ نفر جمعیت دارد.

## خواهرخوانده
شهر کلکهایم (تانوس) خواهرخواندهٔ ویکام است.